# Pacuki
Pacuki (biał. Пацукі, Pacuki; ros. Пацуки, Pacuki) – wieś na Białorusi, w obwodzie grodzieńskim, w rejonie lidzkim, w sielsowiecie Bielica.

## Historia
W XIX i w początkach XX w. folwark położony w Rosji, w guberni wileńskiej, w powiecie lidzkim.
W dwudziestoleciu międzywojennym kolonia leżąca w Polsce, w województwie nowogródzkim, w powiecie lidzkim, w gminie Bielica. W 1921 miejscowość liczyła 48 mieszkańców, zamieszkałych w 9 budynkach, w tym 25 Białorusinów i 23 Polaków. 38 mieszkańców było wyznania prawosławnego i 10 rzymskokatolickiego.
Po II wojnie światowej w granicach Związku Sowieckiego. Od 1991 w niepodległej Białorusi.